# The Parenting
The Parenting es una película estadounidense de comedia de terror dirigida por Craig Johnson y escrita por Kent Sublette. Está protagonizada por Nik Dodani, Brandon Flynn, Parker Posey, Lisa Kudrow, Dean Norris, Vivian Bang, Edie Falco y Brian Cox. Se estrenó en la plataforma de streaming Max el 13 de marzo de 2025.

## Sinopsis
Rohan y Josh son una joven pareja homosexual que decide organizar un fin de semana en el campo con la idea de que sus familias se conozcan y puedan estrechar lazos. Lo que empieza como una gran idea pronto se complica cuando los padres de ambos empiezan a chocar por tener diferentes puntos de vista sobre la vida. Para empeorar la situación, la casa que alquilan resulta estar habitada por un espíritu ancestral con siglos de antigüedad. Cuando uno de los padres cae bajo el control del fantasma, Rohan y Josh y su mejor amiga Sara, deberán dejar de lado las diferencias familiares y unirse para enfrentar esta amenaza sobrenatural.

## Reparto
- Nik Dodani es Rohan
- Brandon Flynn es Josh
- Edie Falco es Sharon
- Brian Cox es Frank
- Dean Norris es Cliff
- Lisa Kudrow es Liddy
- Parker Posey es Brenda
- Vivian Bang es Sara

Fuente:

## Recepción
El filme recibió en general críticas negativas. Tiene una aprobación del 47% en el portal especializado en críticas Rotten Tomatoes con base en 34 reseñas, y una calificación de 45 sobre 100 en Metacritic. Para Randy Myers de San Jose Mercury News, el director Craig Johnson «deja escapar la promesa que la película parecía tener al principio». De acuerdo con Vikram Murthi de IndieWire, «las escenas que en teoría deberían ser emotivas, en las que los personajes se disculpan o defienden sus ideales, carecen por completo de fuerza emocional, ya que ninguno de ellos se siente como una persona real». En su reseña para el portal The Pink Lens, Ben Turner opinó: «El principal problema de la película es su narrativa totalmente genérica. Si fuera una parodia en toda regla, esto no resultaría tan grave, pero como no apuesta del todo por el humor, termina siendo a medias divertida, a medias interesante y también solo a medias terrorífica».
Por su parte, Robert Stinner de In Review Online le brindó una reseña positiva: «Aunque el estilo de comedia exagerado de The Parenting no será del gusto de todos, algunos espectadores probablemente encuentren en su estilo desenfadado un soplo de aire fresco en una época en la que los largometrajes de comedia no siempre son valorados como deberían». Otros críticos que le dieron una calificación positiva fueron Tatat Bunnag de The Bangkok Post y Chris Gallardo de Tell-Tale TV.
The Parenting fue incluida en la lista de «20 Películas LGBTQ en Tendencia de 2025» elaborada por el sitio web Deadline, con motivo del mes del orgullo. En la lista aparecieron otros filmes como A Nice Indian Boy, El banquete de bodas y On Swift Horses.